# Atahualpa

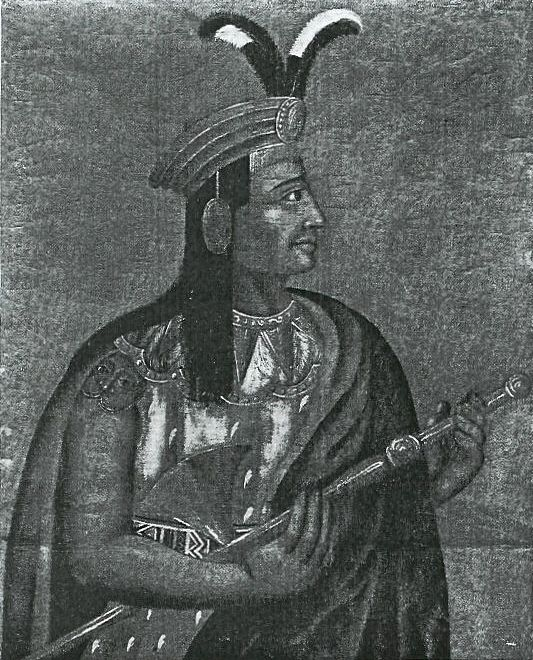
Un portret desenat de oamenii lui Pizarro

Atahualpa, Atahuallpa, Atabalipa sau Atawallpa (n. c. 1502, Quito, azi în Ecuador – d. 26 iulie 1533, Cajamarca, azi în Peru) a fost ultimul împărat (numit Sapa Inca) al imperiului incaș. El a fost omorât la ordinul conchistadorului Francisco Pizarro, marcându-se astfel începutul dominației spaniole.
A devenit împărat în 1532 după moartea fratelui său vitreg Huáscar. În timpul cuceriri spaniole a imperiului incaș, conchistadorul Francisco Pizarro l-a capturat și l-a folosit pentru a controla imperiul. Totuși Atahualpa a organizat o rezistență împotriva invadatorilor spanioli și a fost executat prin spânzurare, în ciuda răscumpărării plătite de incași.